# 下田 (東栄町)
下田（しもだ）は、愛知県北設楽郡東栄町の大字である。小字が設置されているが丁目は設定されていない。

## 地理
東栄町の東部に位置する。

### 河川
- 大千瀬川
  - 足込川

### 小字
| - 字新田（あらだ） - 字池尻（いけじり） - 字市場（いちば） - 字梅ノ本（うめのもと） - 字追分（おいわけ） - 字大久保（おおくぼ） - 字大下田（おおしもだ） - 字大田（おおた） - 字尾々（おお） - 字尾沢洞（おさわぼら） - 字尾沢（おさわ） - 字親所（おやところ） - 字尾山（おやま） | - 字金紫（きんし） - 字塩津（しおつ） - 字薗目路（そのめじ） - 字堂平（どうだいら） - 字長沢（ながさわ） - 字中原（なかはら） - 字軒山（のきやま） - 字野中（のなか） - 字登坂（のぼりさか） - 字箱平（はこだいら） - 字橋川（はしがわ） - 字花田（はなた） | - 字平井（ひらい） - 字平野（ひらの） - 字藤沢（ふじさわ） - 字堀田（ほった） - 字前田（まえだ） - 字松ノ本（まつのもと） - 字三ツ石（みついし） - 字南山（みなみやま） - 字峯山（みねやま） - 字向山（むかいやま） - 字門前（もんぜん） - 字和手貝津（わでがいつ） |

## 歴史
北設楽郡下田村を前身とする。
1889年10月1日に本郷、下田、川角の各村が合併し本郷村が発足する。同日、下田村廃止。
1955年4月1日には本郷町と下川村、御殿村、園村の各村が合併して東栄町となる。

## 世帯数と人口
2015年（平成27年）10月1日現在の世帯数と人口は以下の通りである。
| 大字 | 世帯数  | 人口  |
| ---- | ------- | ----- |
| 下田 | 287世帯 | 692人 |

### 人口の変遷
国勢調査による人口の推移
| 1995年（平成7年）  | 962人 | [ 5 ] |  |
| 2000年（平成12年） | 886人 | [ 6 ] |  |
| 2005年（平成17年） | 851人 | [ 7 ] |  |
| 2010年（平成22年） | 738人 | [ 8 ] |  |
| 2015年（平成27年） | 692人 | [ 2 ] |  |

## 施設
- 東栄町立下川保育園
- 下川簡易郵便局
- 東栄浄化センター
- とうえい温泉
- 東栄町ふれあい交流館
- 下川診療所

## 交通
- 国道473号
- 長野県道・愛知県道74号阿南東栄線

## その他

### 日本郵便
- 郵便番号 : 449-0206[3]（集配局：東栄郵便局[9]）。

## 参考資料
- 『角川日本地名大辞典 23 愛知県』、1989年
- 『日本歴史地名大系 23 愛知県の地名』、1981年